# Neues Schuamta
Koordinaten: 41° 54′ 38,4″ N, 45° 24′ 19,3″ O

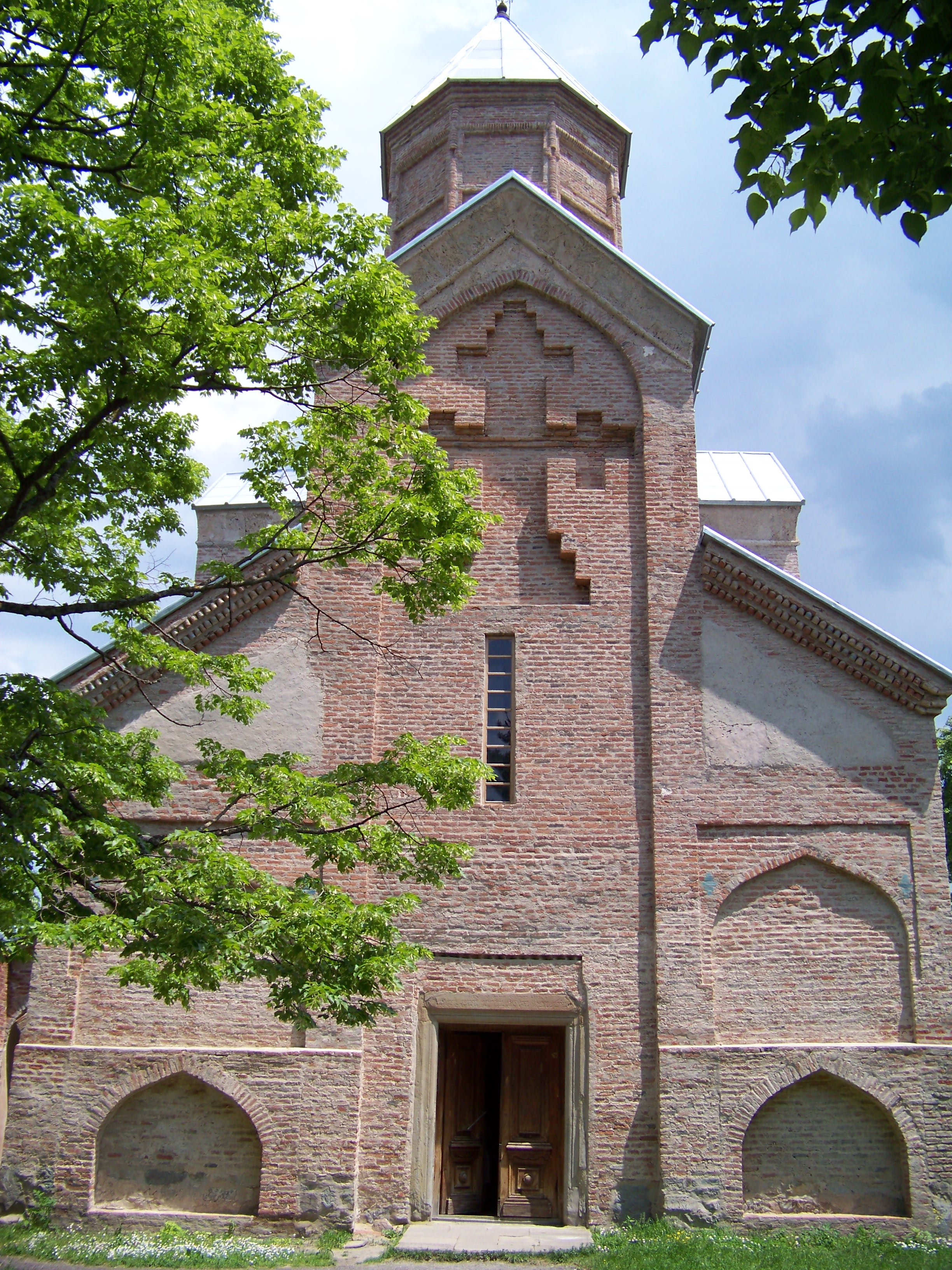
Neues Schuamta, die Hauptkirche

Das Neue Schuamta (georgisch ახალი შუამთა; ɑχɑlɪ ʃʊɑmtʰɑ) ist ein georgisches orthodoxes Frauenkloster in der Region Kachetien, in der Telawis Munizipaliteti.
Es liegt in der Nähe der Stadt Telawi und des Klosters Altes Schuamta, auf dem Berg Ziwgombori, in etwa 1015 m über Meeresspiegelhöhe. Zum Klosterkomplex führt eine Straße, die am westlichen Stadtrand von Telawi endet.
Schuamta bedeutet zwischen den Bergen gelegen – was sich eindeutig auf die abgeschiedene, doch malerische Lage des einstigen Nonnenklosters inmitten der Gombori-Laubwälder bezieht.
Das Kloster wurde im 16. Jahrhundert begründet, als das Alte Schuamta-Kloster verödete. Die Begründer waren Lewan,  König von Kachetien  und seine Frau Tinatin. Tinatin wurde später eine Nonne und ist in dem Neuen Schuamta gestorben. Ihr Grab befindet sich auch im Kloster.